# CD-R

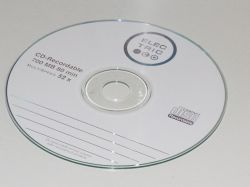
Płyta CD-R

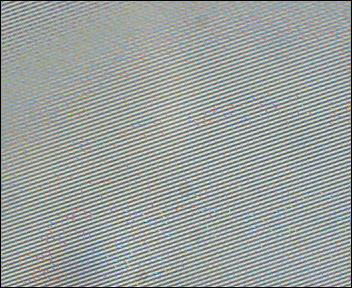
Powierzchnia płyty CD-R w powiększeniu

CD-R (ang. Compact Disc – Recordable, nagrywalna płyta kompaktowa) – płyta kompaktowa (płyta CD) z możliwością jednokrotnego zapisu (za pomocą odpowiedniej nagrywarki komputerowej) oraz wielokrotnego odczytu (ang. Write Once Read Many, WORM, zapisz raz czytaj wiele razy).

## Dane techniczne
Płyty CD-R mają pojemność od 50 MB (w wersji tzw. wizytówki) do 870 MB, najczęściej produkowane płyty mają pojemność 700 MB i 200 MB (mini 8 cm). Poliwęglanowy krążek, z którego wykonana jest płyta CD-R, posiada spiralny rowek, który prowadzi wiązkę lasera w trakcie odczytu lub zapisu danych. Po stronie z rowkiem, na krążek naniesiona jest bardzo cienka warstwa specjalnego barwnika, a na nią cienka warstwa srebra, stopu srebra lub złota (w płycie CD-ROM zamiast warstwy barwnika występuje warstwa aluminium).

## Wielosesyjność
Generalnie płyty CD-R można nagrać jedynie raz. Jednak istnieje kilka sposobów, by upodobnić to medium do dysku CD-RW (z tym, że raz nagrane dane nigdy nie są fizycznie usuwane i z każdym kolejnym nagraniem zmniejsza się pojemność nośnika). Pierwsza (chronologicznie) możliwość to wielosesyjność, czyli możliwość nagrywania dysku fragmentami.
Wielosesyjność pozwala na nadpisywanie plików na zasadzie nie fizycznego zastąpienia zawartości pliku, lecz zapisania nowszej wersji pliku w innym fizycznie obszarze i zamienienie tablicy alokacji tak, by wskazywała w obszar zajmowany przez nowy plik. W podobny sposób można kasować pliki z płyty CD-R – nie ulegają one fizycznemu usunięciu (po skasowaniu pliki znajdują się nadal na nośniku, a sektory przez nie zajmowane nie są zwracane do puli wolnych jednostek alokacji), zapisywana jest jedynie informacja, iż plik usunięto.
Operacje te umożliwia system plików ISO-9660, zwany też ISOFS lub CDFS. Dzięki wielosesyjności mogły powstać takie formaty, jak PhotoCD.
Kolejna możliwość to wielosesyjność poszerzona o wielowoluminowość, czyli możliwość wydzielenia na CD-R kilku woluminów logicznych i nagrywanie ich wielosesyjnie niezależnie od siebie. Ten format jest rzadko obsługiwany przez oprogramowanie. Można tu używać systemu plików ISO-9660 lub UDF.
Ostatnim najwygodniejszym trybem zapisu jest tryb pakietowy (pierwotnie przeznaczony był on dla CD-RW). Wymaga użycia systemu plików UDF, a w zamian oferuje zapis plików w sposób nieciągły i lepszą obsługę zapisu wielu małych plików (pozwala na fragmentację plików i zajmowanie przez dowolny plik dowolnego fragmentu wolnego miejsca).
Używanie płyt CD-R w sposób zbliżony do nośników swobodnego dostępu (z pojemnością mniejszą o ok. 5% i pewnymi dodatkowymi ograniczeniami) jest możliwe, jednak większość dystrybucji systemów operacyjnych nie umożliwia tego bez instalowania dodatkowego oprogramowania.